# Vincent Marissal
Pour les articles homonymes, voir Marissal.
Vincent Marissal, né le 7 novembre 1966 à Granby, est un journaliste et une personnalité politique québécoise. 
Depuis l'élection de 2018, il est député à l'Assemblée nationale du Québec de la circonscription de Rosemont sous la bannière de Québec solidaire. 
Il signe une chronique politique dans le quotidien La Presse de 2003 à 2017.

## Biographie

### Journalisme
Vincent Marissal étudie en communication (journalisme) à l'Université du Québec à Montréal. De 1990 à 1993, il commence sa carrière à La Voix de l'Est. Il travaille ensuite pour Le Soleil à Québec de 1993 à 1997, dont deux ans au bureau de l'Assemblée nationale.
Il rejoint La Presse le 15 avril 1997. Au printemps 2001, après un passage à Ottawa, il revient à Montréal, où il occupera le poste d'adjoint au directeur de l'information pendant 18 mois. Il devient ensuite chroniqueur politique pour ce quotidien, qu'il quittera en septembre 2017.
Marissal travaille par la suite au sein de TACT Intelligence-conseil, une agence de relations publiques et de lobbying, de septembre 2017 à mars 2018,.
Comme chroniqueur, il se fait connaître comme critique à l'endroit du mouvement indépendantiste, du Parti québécois et de Québec solidaire,,.

### Vie politique
Le 29 mars 2018, la formation politique Québec solidaire confirme que Marissal sera leur candidat dans la circonscription de Rosemont, représentée par le chef du Parti québécois Jean-François Lisée, lors du scrutin provincial prévu à l'automne 2018. L'annonce officielle de la candidature se déroule le 3 avril et l'assemblée d'investiture dans la circonscription le 31 mai,,,. Il est alors embauché comme consultant auprès du parti. À la suite de pressions médiatiques, Vincent Marissal se voit pris au cœur d'une tourmente voulant qu'il ait tenté d'obtenir un poste comme conseiller de Justin Trudeau ou comme candidat du Parti libéral du Canada. Quelques jours après avoir annoncé son entrée en politique, il doit admettre avoir contacté à plusieurs reprises le Parti libéral du Canada,.
Il est élu le soir du 1er octobre 2018.
Le 3 octobre 2022, il est réélu pour un second mandat.
Après des sondages défavorables et une année 2024 difficile pour son parti, le député solidaire de Rosemont annonce finalement, en mars 2025, qu’il ne se présentera pas à la mairie de Montréal.

### Vie privée
Outre la politique, Vincent Marissal est aussi un grand amateur de vin. Il a signé la chronique L'argent du vin, tous les samedis, dans La Presse.

## Résultats électoraux
|                                                                                               | Nom                        | Parti            | Nombre de voix | %      | Maj.  |
| --------------------------------------------------------------------------------------------- | -------------------------- | ---------------- | -------------- | ------ | ----- |
|                                                                                               | Vincent Marissal (sortant) | Québec solidaire | 13 311         | 37,6 % | 5 154 |
|                                                                                               | Sandra O'Connor            | Coalition avenir | 8 157          | 23,1 % | -     |
|                                                                                               | Pierre-Luc Brillant        | Parti québécois  | 7 527          | 21,3 % | -     |
|                                                                                               | Sherlyne Duverneau         | Libéral          | 4 170          | 11,8 % | -     |
|                                                                                               | Marie-France Lemay         | Conservateur     | 1 605          | 4,5 %  | -     |
|                                                                                               | Jamie D'Souza              | Vert             | 452            | 1,3 %  | -     |
|                                                                                               | Jean-François Racine       | Climat Québec    | 158            | 0,4 %  | -     |
| Total                                                                                         | Total                      | Total            | 35 380         | 100 %  |       |
| Le taux de participation lors de l'élection était de 68,2 % et 405 bulletins ont été rejetés. |                            |                  |                |        |       |

|                                                                                               | Nom                           | Parti              | Nombre de voix | %      | Maj.  |
| --------------------------------------------------------------------------------------------- | ----------------------------- | ------------------ | -------------- | ------ | ----- |
|                                                                                               | Vincent Marissal              | Québec solidaire   | 12 920         | 35,2 % | 2 500 |
|                                                                                               | Jean-François Lisée (sortant) | Parti québécois    | 10 420         | 28,4 % | -     |
|                                                                                               | Agata La Rosa                 | Libéral            | 6 148          | 16,8 % | -     |
|                                                                                               | Sonya Cormier                 | Coalition avenir   | 5 703          | 15,6 % | -     |
|                                                                                               | Karl Dubois                   | Vert               | 521            | 1,4 %  | -     |
|                                                                                               | Paulina Ayala                 | NPD Québec         | 314            | 0,9 %  | -     |
|                                                                                               | Catherine Raymond-Poirier     | Parti nul          | 225            | 0,6 %  | -     |
|                                                                                               | Alexandra Liendo              | Conservateur       | 217            | 0,6 %  | -     |
|                                                                                               | Coralie Laperrière            | Bloc pot           | 130            | 0,4 %  | -     |
|                                                                                               | Stéphane Chénier              | Marxiste-léniniste | 55             | 0,2 %  | -     |
| Total                                                                                         | Total                         | Total              | 36 653         | 100 %  |       |
| Le taux de participation lors de l'élection était de 69,4 % et 542 bulletins ont été rejetés. |                               |                    |                |        |       |